# Landgrevskabet Hessen-Darmstadt
Landgrevskabet Hessen-Darmstadt (tysk: Landgrafschaft Hessen-Darmstadt) var et landgrevskab i Tyskland, der eksisterede fra 1567 til 1806. Dets stærkt opdelte og uregelmæssige territorium lå overvejende nord og syd for Frankfurt am Main i den nuværende tyske delstat Hessen. Landgrevskabet var et rigsumiddelbart territorium i Det Tysk-romerske rige og blev regeret af en sidelinje af Huset Hessen.
Landgrevskabet opstod i 1567 ved arvedelingen af Landgrevskabet Hessen mellem landgrev Filip den Ædelmodiges fire sønner. Landgrevernes hovedresidens var i Darmstadt. Under Napoleonskrigene blev landgrevskabet ophøjet til storhertugdømme efter opløsningen af det Tysk-romerske rige i 1806. Det fortsatte herefter som Storhertugdømmet Hessen, der eksisterede frem til monarkierne blev afskaffet i Tyskland i 1918.

## Eksterne links
- Wikimedia Commons har flere filer relateret til Landgrevskabet Hessen-Darmstadt

49°52′N 8°39′Ø / 49.87°N 8.65°Ø